# Igreja Reformada Húngara
A Igreja Reformada Húngara (IRH) ou Comunhão Reformada Húngara - em inglês Hungarian Reformed Church  e em húngaro Magyar Református Egyház - é uma comunhão global de denominações reformadas contimentais relacionadas historicamente à Igreja Reformada da Hungria.
O propósito da organização é manter a unidade entre as igrejas reformadas húngaras em diversos países e dar representavidade conjunta as denominações em organizações internacionais de denominações reformadas.

## História
A partir da dissolução da Áustria-Hungria, após a Primeira Guerra Mundial, os membros da Igreja Reformada da Hungria ficaram espalhados por diversos países. Em cada um deles, os reformados húngaros se organizaram como uma nova denominação nacional.
Em 22 de maio de 2009, 6 das denominações reformadas húngaras (Igreja Reformada na Hungria, Igreja Reformada na Romênia, Igreja Reformada Transcarpática, Igreja Cristã Reformada na Sérvia, Igreja Cristã Reformada na Eslováquia e Igreja Cristã Reformada na Eslovênia) decidiram formar uma Comunhão Reformada Húngara, também chamada de Igreja Reformada Húngara.
No mesmo ano, a Igreja Reformada Húngara na América aderiu à organização.
Em 2013, a Igreja Cristã Reformada Calvinista na Croácia foi aceita como membro.
Em 2019, o Sínodo Calvino (Igreja Unida de Cristo), foi aceito como membro e em 2024, a Igreja Reformada Húngara da Austrália também aderiu.

## Doutrina
Todas as denominações parte da comunhão subscrevem a Segunda Confissão Helvética e Catecismo de Heidelberg como expressão fiel das doutrinas bíblicas, tais como a Igreja Reformada da Hungria.
Igualmente, se diferenciam das demais denominações reformadas por chamarem de "bispo" os responsáveis por uma jurisdisção da igreja.

## Membros
São membros da comunhão:
| País           | Denominação                                   | Número de congregações | Número de membros | Ano       |
| -------------- | --------------------------------------------- | ---------------------- | ----------------- | --------- |
| Hungria        | Igreja Reformada na Hungria                   | 1.230                  | 943.982           | 2022      |
| Romênia        | Igreja Reformada na Romênia                   | 1.352                  | 495.380           | 2021      |
| Eslováquia     | Igreja Cristã Reformada na Eslováquia         | 304                    | 85.271            | 2021      |
| Ucrânia        | Igreja Reformada Transcarpática               | 108                    | 70.000            | 2015      |
| Sérvia         | Igreja Cristã Reformada na Sérvia             | 50                     | 17.000            | 2004      |
| Estados Unidos | Igreja Reformada Húngara na América           | 27                     | 6.080             | 2006      |
| Croácia        | Igreja Cristã Reformada Calvinista na Croácia | 21                     | 3.378             | 2006      |
| Estados Unidos | Sínodo Calvino (Igreja Unida de Cristo)       | 29                     | 2.500             | 2016      |
| Eslovênia      | Igreja Cristã Reformada na Eslovênia          | 4                      | 400               | 2004      |
| Austrália      | Igreja Reformada Húngara da Austrália         | -                      | -                 | -         |
| Global         | Igreja Reformada Húngara                      | 3.125                  | 1.623.991         | 2004-2024 |